# Latif Gjondeda
Latif Gjondeda (Valona, 28 dicembre 1960) è un ex calciatore albanese, di ruolo centrocampista.

## Carriera

### Nazionale
Ha collezionato 5 presenze con la nazionale albanese.

## Palmarès

### Club

#### Competizioni nazionali
- Campionato albanese: 1

Flamurtari Valona: 1990-1991
- Coppa d'Albania: 1

Flamurtari Valona: 1987-1988
- Supercoppa d'Albania: 2

Flamurtari Valona: 1990, 1991